# Rachel Hilson
Rachel Naomi Hilson (nacida el 30 de octubre de 1995) es una actriz estadounidense. Comenzó su carrera en 2010 con un papel recurrente en el drama legal de CBS The Good Wife como Nisa Dalmar. También ha tenido papeles recurrentes en Rise y This Is Us de NBC y un papel protagónico en el drama adolescente de Hulu Love, Victor.

## Primeros años y educación
Rachel Naomi Hilson nació el 30 de octubre de 1995 en Baltimore, Maryland. Es hija de Anita y Robert Hilson. Tiene una hermana llamada Kimberly.

### Descubrimiento
Hilson comenzó a bailar a los 3 años. Si bien tenía muchas aspiraciones como otros niños de su edad, incluido ser cirujana, astronauta gracias a Mae Jemison, presentadora de noticias y autora, después de haber escrito e ilustrado libros en papel de imprenta, su pasión por la danza se mantuvo. Hilson dijo a Backstage: "Dediqué mi vida a Cascanueces, recitales de primavera, campamentos de baile" y a recrear escenas de la película Center Stage del año 2000, protagonizada por Zoe Saldaña como Eva.
Hilson fue descubierto por un agente a los 12 años y comenzó a actuar. Ese verano, su madre convenció a Hilson para que asistiera a la Broadway Artist Alliance en Nueva York. Mientras audicionaba para la división de baile, Hilson también tuvo que leer los lados e interpretar una canción.
Luego fue reclutada por su futura agente, Nancy Carson de la Agencia Carson-Adler, para bailar en episodios de la serie musical infantil LazyTown. Después de viajar a Islandia con su madre para las grabaciones, Hilson firmó con Carson unos meses después. A partir de ahí, audicionó para la Escuela de Artes de Baltimore (BSA).

### Escuela secundaria
En BSA, Hilson continuó bailando y actuando, pero también practicó deportes. Hilson le dio crédito al programa de teatro de la escuela secundaria por ayudarla a superar su timidez.

### Universidad
Después de la secundaria, Hilson asistió a la Escuela Gallatin de Estudio Individualizado de la Universidad de Nueva York, donde creó su propio plan de estudios. A lo largo de su carrera universitaria, Hilson apareció en varias producciones teatrales, incluida Hamlet. Se graduó en 2018 con especialización en Escritura y Interpretación. En la universidad, Hilson trabajó como vendedora de pan, e incluso en un momento atenbdiendo a la actriz Lupita Nyong'o.

## Carrera

### 2010-2018:The Good Wifey primeros papeles
Al vivir en Baltimore, Hilson, junto con su madre, viajaba en autobús a Nueva York para las audiciones. Se sintieron alentados cuando consiguió sus primeras audiciones, una de las cuales era para un cortometraje y la otra, The Good Wife, donde aparecía como Nisa. Esto marcó su debut televisivo a los 15 años. La serie fue encabezada por Julianna Margulies y su compañero exalumno de BSA Josh Charles. En un ensayo para la revista Backstage, Hilson insistió en que fue solo suerte, ya que después de eso enfrentó bastante rechazo. Sin embargo, durante la siguiente década, Hilson aparecería como estrella invitada episódica en varias series de televisión en horario estelar. Ha aparecido en episodios de Royal Pains, Elementary, Nurse Jackie, The Affair, Madam Secretary, The Americans, Law & Order: Special Victims Unit y First Wives Club. Más tarde, Hilson protagonizó junto a Halle Berry su primer largometraje, Kings, que se estrenó en el Festival Internacional de Cine de Toronto de 2017. La película recibió un gran estreno en abril de 2018. Hilson admitió que confesó torpemente haber tenido una reacción alérgica al maquillaje cuando conoció a Berry, quien le regaló un kit facial. Sin embargo, el proyecto fue un "sueño hecho realidad" para Hilson. Ese mismo año, reapareció como Harmony en el breve drama musical de NBC, Rise. Hilson apareció en los 10 episodios y el papel requería que ella cantara y actuara. Para Hilson, esto le recordó mucho a su experiencia en la escuela secundaria.

### 2019–2022:This Is Us,Love, VictoryWinning Time
En 2019, Hilson reaparecería en This Is Us como la versión adolescente de Beth Pearson, interpretada por Susan Kelechi Watson. Hilson trabajaría junto a Phylicia Rashad como la madre de Beth. Hilson, que ni siquiera tenía televisor en ese momento, se envició con toda la serie después de conseguir el papel. El 30 de agosto de 2019, Hilson reemplazó a Johnny Sequoyah como Mia in Love, Victor, la secuela de la película de 2018, Love, Simon, debido a la decisión de llevar al personaje en una nueva dirección creativa. Los escritores Isaac Aptaker y Elizabeth Berger reestructuraron el personaje de Hilson. Hilson había hecho previamente una audición para el papel de Abby en la película, que finalmente fue para Alexandra Shipp. Mia marcaría el primer papel de Hilson como serie regular. Hilson reveló más tarde que uno de los productores de This Is Us la había recomendado para el papel de Mia. Irónicamente, Hilson vio Love, Simon por primera vez justo antes de ganar el papel de Mia. Después de reservar el concierto, leyó Simon vs. the Homo Sapiens Agenda, la novela que inspiró la película. Según Hilson, Mia le brindó "la oportunidad de contar una historia única y llena de matices sobre una joven adolescente negra". El 21 de agosto de 2021, Hilson se unió al elenco de Lakers: Tiempo de ganar de HBO.

## Filmografía

### Películas
| Año  | Título                     | Papel            | Notas        |
| ---- | -------------------------- | ---------------- | ------------ |
| 2013 | Cass                       | Cass Morris      | Protagonista |
| 2017 | Night                      | Jess             | Cortometraje |
| 2017 | Kings                      | Nicole Patterson |              |
| 2019 | As they Slept              | Eleanor          | Cortometraje |
| 2023 | Rojo, blanco y sangre azul | Nora Holleran    |              |

### Televisión
| Año       | Título                                | Papel                      | Notas                           |
| --------- | ------------------------------------- | -------------------------- | ------------------------------- |
| 2010      | The Good Wife                         | Nisa Dalmar                | Recurrente: 7 episodios         |
| 2012      | Royal Pains                           | Sobrina 1                  | Episodio: "Sand Legs"           |
| 2015      | Elementary                            | Lexi                       | Episodio: "Seed Money"          |
| 2015      | The Slap                              | Liz                        | Episodio: "Connie"              |
| 2015      | Nurse Jackie                          | Patient                    | Episodio: "Jackie and the Wolf" |
| 2015      | The Affair                            | Guía turístico estudiantil | Episodio: "208"                 |
| 2016      | Madam Secretary                       | Becca                      | Episodio: "Higher Learning"     |
| 2017      | The Americans                         | Linda                      | Episodio: "The Soviet Division" |
| 2018      | Law & Order: Special Victims Unit     | Tiana Williams             | Episodio: "Guardian"            |
| 2018      | Rise                                  | Harmony Curtis             | Recurrente: 10 episodios        |
| 2019      | Fosse/Verdon                          | Jane                       | Episodio: "Life Is a Cabaret"   |
| 2019      | First Wives Club                      | Megan                      | Episodio: "Storytelling"        |
| 2019      | This Is Us                            | Beth Clarke                | Recurrente: 11 episodios        |
| 2020      | High Maintenance                      | Hailey                     | Episodio: "Backflash"           |
| 2020–2022 | Love, Victor                          | Mia Brooks                 | Personaje regular               |
| 2021      | American Horror Story: Double Feature | Jamie Howard               | Protagonista: 4 episodios       |
| 2022      | Lakers: Tiempo de ganar               | Cindy Day                  | Protagonista                    |
| TBA       | Duster                                | Nina                       |                                 |